# Kaiserplatz (Karlsruhe)
Der Kaiserplatz ist ein Platz in der Karlsruher Innenstadt-West. Er befindet sich am westlichen Ende der Kaiserstraße in unmittelbarer Nähe des ehemaligen Mühlburger Tors und steht somit an der Grenze zwischen der Weststadt und der Innenstadt. In der Mitte des Platzes befindet sich das Kaiser-Wilhelm-Denkmal, ein nach Osten ausgerichtetes Reiterstandbild Wilhelm I.

## Namensgebung
Die Namensgebung für den Kaiserplatz geht wie bei der Kaiserstraße und dem Kaiser-Wilhelm-Denkmal auf Wilhelm I. zurück, der als Führer maßgeblich an der Niederschlagung der badischen Revolution 1848/49 durch die preußischen Truppen beteiligt war.

## Geschichte
Der Platz wurde 1889 angelegt, zuvor war die Fläche bereits unbebaut und zum Teil gärtnerisch angelegt. Das Kaiser-Wilhelm-Denkmal wurde im Jahr 1897 enthüllt. 1998 errichteten Schüler des Markgrafen-Gymnasiums zeitweise Holzbarrikaden mit den Namen der Hingerichteten vor dem Kaiser-Wilhelm-Denkmal und behängten dieses mit 27 Totenköpfen, womit erstmals an dieser Stelle auch der Revolutionäre gedacht wurde. 2002 wurden schließlich östlich des Denkmals Granittafeln angebracht, auf die die Namen der hingerichteten Revolutionäre angebracht wurden.

## Randbebauung

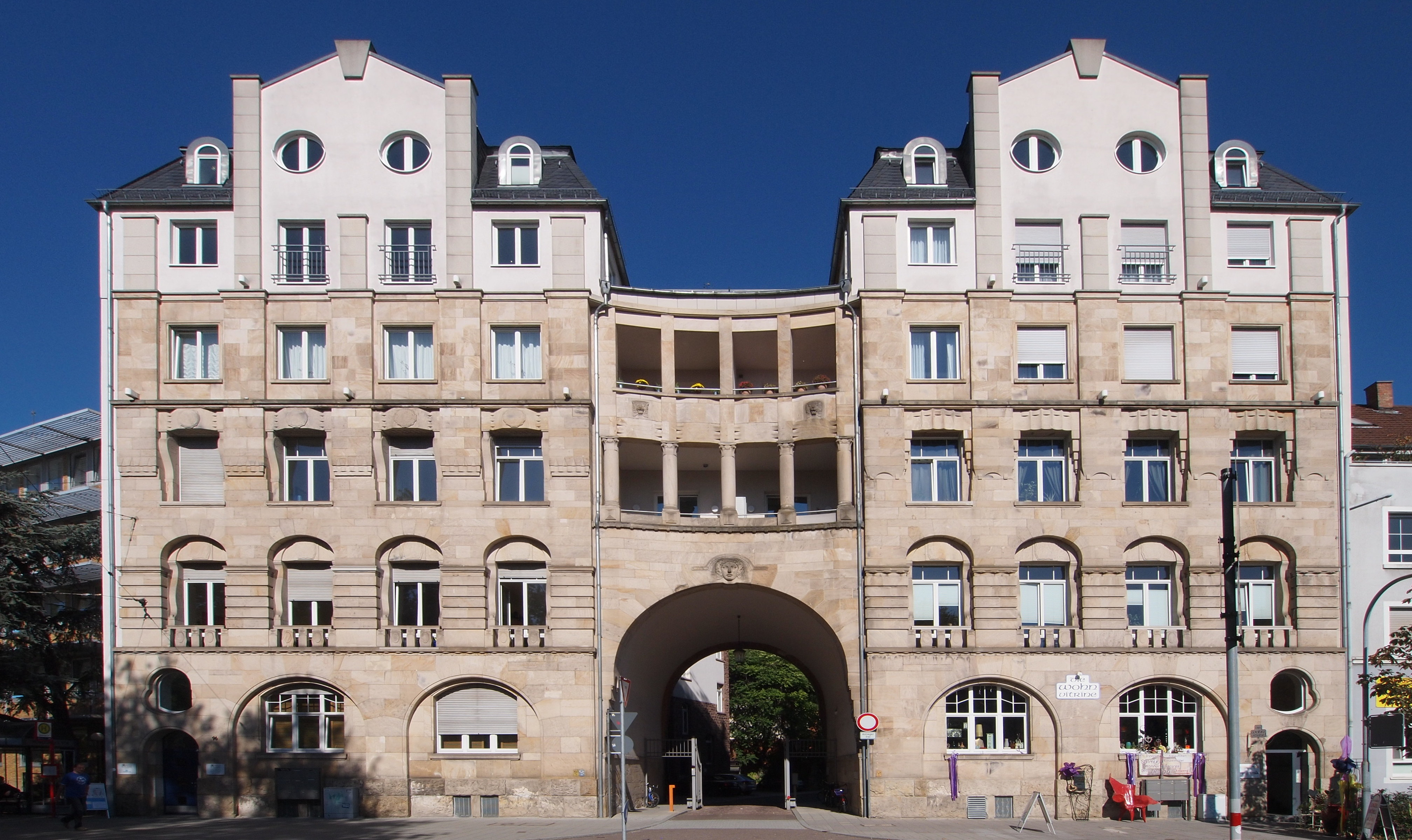
Torhaus der Jugendstil-Siedlung mit Zufahrt zur Baischstraße

Nördlich des Platzes befindet sich in der Baischstraße eine Jugendstil-Siedlung, deren Torhaus (Hausnummern der Stephanienstraße) den Eingang vom Kaiserplatz markiert.